# Witkeelkolibrie
De witkeelkolibrie (Leucochloris albicollis) is een vogel uit de familie Trochilidae (kolibries).

## Verspreiding en leefgebied
Deze soort komt voor in zuidelijk Brazilië, oostelijk Paraguay, noordoostelijk Argentinië en Uruguay.